# Delvis integration
I infinitesimalregning, og særligt i matematisk analyse, er delvis integration (eller partiel integration) en proces, som finder integralet af et produkt af en funktion i form af integralet af dens afledte- og stamfunktion. Det bruges ofte til at omdanne stamfunktionen af produktet af funktioner til en stamfunktion, hvor der nemmere kan findes en løsning. Reglen kan afledes ved at integrere produktreglen af differentiationen.

Hvis {\displaystyle u=u(x)} og {\displaystyle du=u'(x)dx} , mens {\displaystyle v=v(x)} og {\displaystyle dv=v'(x)dx} , da vil delvis integration give:
{\displaystyle {\begin{aligned}\int _{a}^{b}u(x)v'(x)\,dx&={\Big [}u(x)v(x){\Big ]}_{a}^{b}-\int _{a}^{b}u'(x)v(x)\,dx\\&=u(b)v(b)-u(a)v(a)-\int _{a}^{b}u'(x)v(x)\,dx\end{aligned}}}
eller mere kompakt:
{\displaystyle \int u\,dv=uv-\int v\,du.}
Matematikeren Brook Taylor opdagede delvis integration, og udgav sin første beskrivelse af det i 1715. Mere generelle formuleringer af delvis integration eksisterer for Riemann–Stieltjes og Lebesgue–Stieltjes integraler. Den særskilte analoge sekvens kaldes delvis summatino.

Integration ved substitution
En anden metode til at beregne en stamfunktion er integration ved substitution.
Metoden foregår sådan, at man indsætter (substituerer) {\displaystyle t} i stedet for én af de to funktioner, som integranden består af; ligeledes indsætter man {\displaystyle dt} . Ved bestemt integral skal man huske at skifte grænser fra "{\displaystyle x}-grænser" til de tilsvarende "{\displaystyle t}-grænser".

Partiel integration eller integration ved substitution
Det kan være vanskeligt at skelne mellem, hvornår man bør vælge partiel integration, og hvornår man bør anvende integration ved substitution.

## Bøger
- Carstensen, Jens & Frandsen, Jesper (1985): Matematik 2 - Matematik for gymnasiets matematisk-fysiske gren. Forlaget Systime, Herning. ISBN 87-7351-287-7
- Hebsgaard, Thomas m.fl. (1990): Matematik højniveau 2. Forlaget Trip, Vejle. ISBN 87-88049-17-5